# Ordre de succession au trône de Suède
Pour les articles homonymes, voir Trône (homonymie).
L'ordre de succession au trône de Suède est défini par la plus ancienne des quatre lois fondamentales qui forment la constitution de la Suède. Cette loi s'appelle en suédois successionsordningen, que l'on pourrait traduire littéralement par ordre de succession, le mot ordre ayant toutefois ici plutôt le sens de décret ou loi.
C'est cette loi fondamentale qui place la maison Bernadotte à la tête de l'État suédois.

## Histoire
Les règles de succession de la couronne de Suède ont considérablement évolué au gré des aléas de l'Histoire.
Entre 1397 et 1523, la Suède faisait partie de l'union de Kalmar, formée par les royaumes de Danemark, de Norvège et de Suède, mais dirigée par le même souverain : celui-ci était élu au sein de la famille royale.
Avec l'élection au trône de Suède de Gustave Vasa en 1523, la Suède prend son indépendance et, en 1544, la monarchie devient héréditaire au profit des descendants de Gustave Ier Vasa : la règle appliquée est celle de la primogéniture mâle, sous condition de protestantisme.
En 1627, Gustave II Adolphe, sans descendant mâle vivant, obtient la suppression de cette règle pour sa fille Christine puisse lui succéder, ce qu'elle fera en 1632. La règle devient la primogéniture avec préférence pour les mâles.
En 1810, Charles XIII n'ayant pas d´héritier, la Diète élit par acclamation son successeur, en la personne du général Bernadotte, qui est adopté par Charles XIII et deviendra roi sous le nom de Charles XIV Jean. La loi fondamentale de 1810 décrète que seuls les descendants mâles du roi Charles XIV Jean peuvent monter sur le trône.
En 1980, cette loi est amendée. Ce sont à présent les descendants du roi Charles XVI Gustave, quel que soit leur sexe, qui peuvent accéder au trône.

## Loi de 1810
En 1809, un coup d'État écarte du trône le roi Gustave IV Adolphe. C'est son oncle qui prend sa succession sous le nom de Charles XIII. Le nouveau roi, qui est âgé de 60 ans, choisit Charles-Auguste de Schleswig-Holstein-Sonderbourg-Augustenbourg comme héritier, mais celui-ci meurt prématurément en 1810. Un scrutin est alors organisé pour la désignation d'un nouveau prince héritier. Contre toute attente, c'est un Français, le général napoléonien Jean-Baptiste Bernadotte, qui est élu. Il sera couronné en 1818 sous le nom de Charles XIV Jean.
À la suite du choix du nouveau prince héritier, les règles d'accession au trône doivent être modifiées. Le nouvel ordre de succession, qui prend Jean-Baptiste Bernadotte comme point de départ à l'ordre successoral, est voté en  1810. Il est promulgué le 26 septembre de cette même année.

## Amendement de 1980

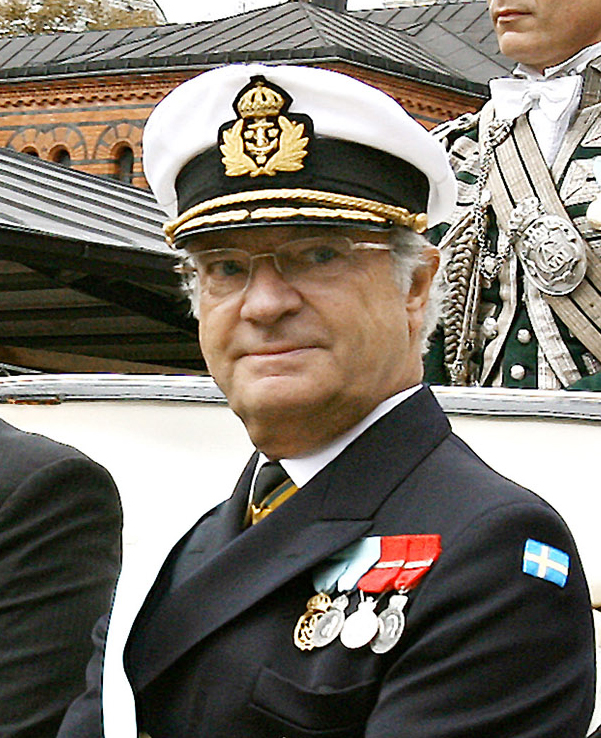
Le roi Charles XVI Gustave

Charles XVI Gustave accède au trône le 15 septembre 1973, à la mort de son grand-père, et prête serment le 19 septembre devant les corps constitués réunis au palais royal. Il est le septième roi de Suède issu de la maison Bernadotte. En 1976, il épouse Silvia Sommerlath. Le roi et la reine ont trois enfants : Victoria, en 1977, Carl Philip, en 1979, et Madeleine, en 1982. À sa naissance, Carl Philip est donc le nouveau prince héritier. Jusqu'à ce moment, il n'existait plus, selon la loi fondamentale de 1810, qu'un seul héritier au trône, le prince Bertil, né en 1912, oncle paternel du roi.
Carl Philip ne reste toutefois prince héritier que quelques mois, en raison d'une modification de la loi fondamentale qui prend effet le 1er janvier 1980. L'ordre de succession inclut désormais, avec effet rétroactif, la descendance féminine du souverain, et c'est donc la sœur aînée de Carl Philip, Victoria, qui devient la nouvelle princesse héritière.
La loi amendée fait aussi de Charles XVI Gustave le nouveau point de départ de la succession. Toutes les autres branches de la famille Bernadotte sont ainsi écartées. Ceci a pour objet d'éviter qu'un grand nombre de descendantes de Charles XIV Jean, précédemment exclues de la succession, ne puissent prétendre au trône de Suède.
Une règle transitoire place le prince Bertil dans l'ordre de succession, après les descendants du roi Charles XVI Gustave. On ne souhaite en effet pas écarter l'unique héritier au trône d'âge adulte, susceptible de servir de régent tant que les enfants du souverain sont mineurs,. Cette règle transitoire est devenue caduque après le décès du prince Bertil en 1997.

## Autres dispositions
En dehors de l'ordre de succession, la loi fondamentale définit un certain nombre de règles concernant la religion et les mariages des membres de la famille royale.
Ainsi, un membre de la famille royale doit être de confession luthérienne tel que définie par la confession d'Augsbourg de 1593, sans quoi il ne lui est pas possible d'accéder au trône. Ceci s'applique à la fois au souverain et aux princes et princesses.
En ce qui concerne le mariage, les règles édictées par la loi fondamentale ne s'appliquent pas au monarque lui-même, qui peut épouser qui bon lui semble. Un prince ou une princesse doit par contre obtenir l'accord du souverain et du gouvernement pour pouvoir se marier sans perdre ses droits au trône. Un mariage avec une personne de même sexe (reconnu en Suède depuis 2009) ne serait pas un obstacle.
Enfin, un membre de la famille royale ne peut pas, sans l'accord du monarque et du Parlement, devenir souverain d'un État étranger, que ce soit par héritage, mariage ou élection. Celui qui contrevient à cette règle perd ses droits à la succession.

## Ordre de succession actuel

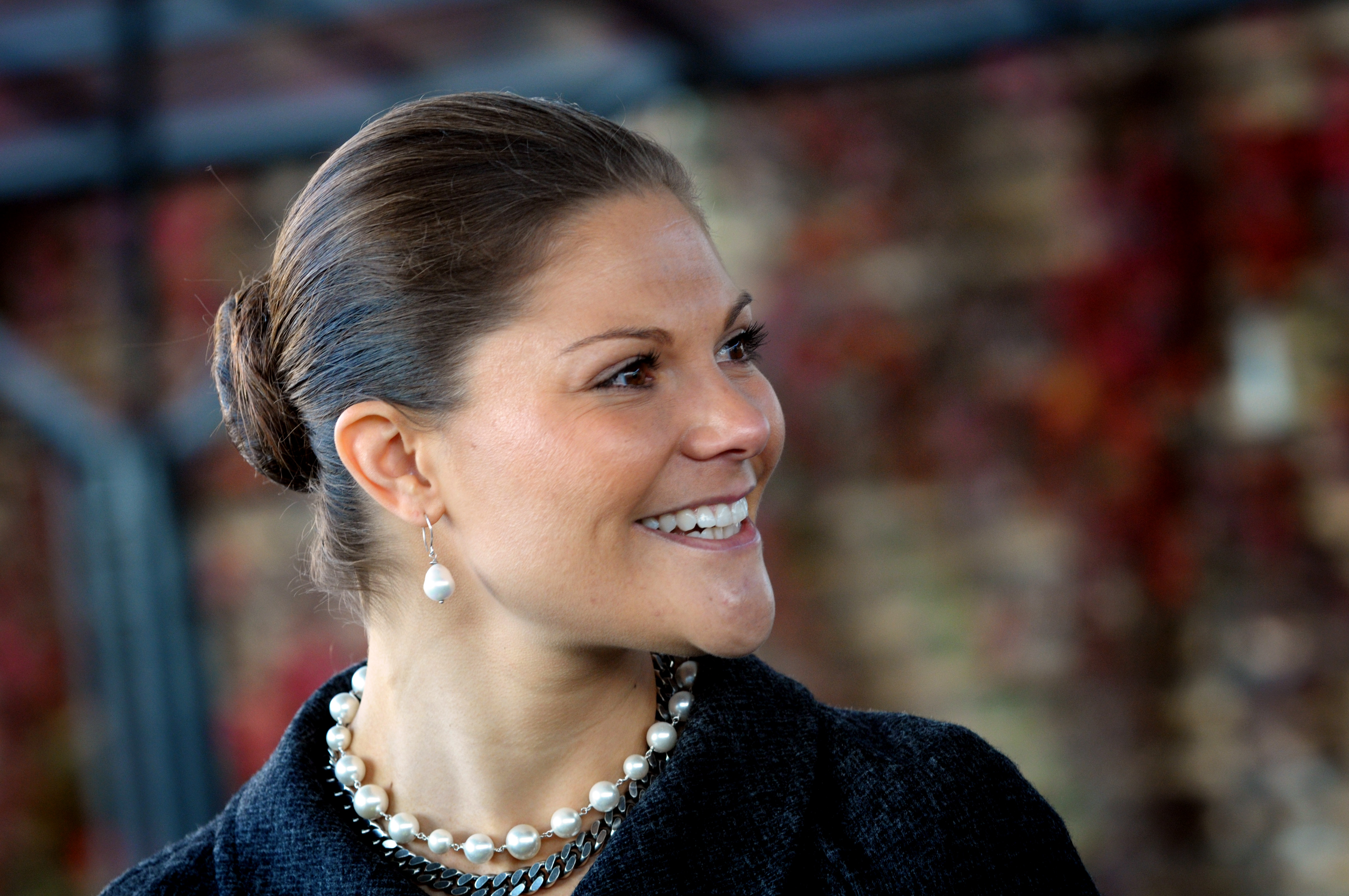
La princesse héritière Victoria.

L'article 1 de la loi fondamentale dispose :
« Le droit à la succession au trône de Suède appartient aux descendants mâles et femelles du roi Charles XVI Gustave, descendant direct du prince héritier Charles-Jean. Les descendants des frères et sœurs aînés ont priorité sur les descendants des frères et sœurs cadets. »
L'ordre de succession au trône de Suède est actuellement le suivant :
- 1. La princesse héritière Victoria de Suède, duchesse de Västergötland
- 2. La princesse Estelle de Suède, duchesse d'Östergötland
- 3. Le prince Oscar de Suède, duc de Scanie
- 4. Le prince Carl Philip de Suède, duc de Värmland
- 5. Le prince Alexandre de Suède, duc de Södermanland
- 6. Le prince Gabriel de Suède, duc de Dalécarlie
- 7. Le prince Julian de Suède, duc de Halland
- 8. La princesse Ines de Suède, duchesse de Västerbotten
- 9. La princesse Madeleine de Suède, duchesse de Hälsingland et de Gästrikland
- 10. La princesse Leonore de Suède, duchesse de Gotland
- 11. Le prince Nicolas de Suède, duc d'Ångermanland
- 12. La princesse Adrienne de Suède, duchesse de Blekinge